# Bernard Laidebeur
Bernard Laidebeur   (20è districte de París, 11 de juliol de 1942 - 4t districte de París, 21 d'abril de 1991) fou un atleta francès, especialista en curses de velocitat, que va competir durant la dècada de 1960.
El 1964 va prendre part en els Jocs Olímpics d'Estiu de Tòquio, on va disputar dues proves del programa d'atletisme. Va guanyar la medalla de bronze en els 4×100 metres, formant equip amb Jocelyn Delecour, Paul Genevay i Claude Piquemal, mentre en els 100 metres quedà eliminat en sèries.
En el seu palmarès també destaca el campionat nacional dels 100 metres de 1964. Aquell mateix any va formar part de l'equip que va establir dos rècords d'Europa en els 4x100 metres.

## Millors marques
- 100 metres. 10.3" (1963)[3]